# Turn Up the Sunshine
«Turn Up the Sunshine» (с англ. — «Включи солнечный свет») — песня, записанная американской певицей Дайаной Росс при участии австралийского музыканта Tame Impala специально для мультфильма «Миньоны: Грювитация» 2022 года. Авторами песни стали Джек Антонофф, Кевин Паркер (Tame Impala), Сэм Дью и Патрик Бергер. Изначально песня была записана для альбома Росс Thank You 2021 года.
Премьера песни состоялась 19 мая 2022 года, она стала первым синглом из альбома-саундтрека к мультфильму.

## Отзывы критиков
Тайлер Голсен в свей рецензии назвал песню «почти ослепительно яркой и пышной», чей заводной диско-ритм трека излучает летнюю энергию. Том Брейхан из Stereogum написал, что «Turn Up the Sunshine» звучит так, как будто Антонофф и Паркер пытаются воссоздать эйфорию музыки, которую Дайана Росс и Chic записали вместе в 1980 году, и что это «большой, блестящий танцевальный поп-трек с утопическим припевом и каким-то отвратительным низкопробным продакшеном».

## Версии и ремиксы
Цифровая загрузка, стриминг
1. «Turn Up the Sunshine» — 3:49

Цифровая загрузка, стриминг
1. «Turn Up the Sunshine» (Pnau[англ.] Remix) — 3:40

## Участники записи
- Дайана Росс — вокал
- Джек Антонофф — гитара, барабаны, бас-гитара, звуковые эффекты, клавишные, перкуссия
- Сэм Дью[англ.] — бэк-вокал
- Шон Хатчинсон — барабаны
- Кевин Паркер[англ.] — вокал, гитара, бас-гитара, клавишные, перкуссия
- Майкл Риддлбергер — барабаны, перкуссия
- Эван Смит — бэк-вокал, саксофон, флейта, труба
- Вердин Уайт — бас-гитара

## Хит-парады
| Хит-парад (2022)                          | Высшая позиция |
| ----------------------------------------- | -------------- |
| Великобритания (OCC UK Singles Downloads) | 57             |
| Великобритания (UK Singles Sales Chart)   | 59             |
| США (Billboard Adult Contemporary)        | 19             |